# Cheiridopsis brownii
Cheiridopsis brownii là một loài thực vật có hoa trong họ Phiên hạnh. Loài này được Schick & Tischer mô tả khoa học đầu tiên năm 1928.